# Conioptilon mcilhennyi
El cotinga carinegro o cotinga de cara negra (en Perú) (Conioptilon mcilhennyi), es una especie de ave paseriforme de la familia Cotingidae. Es el único miembro del género monotípico Conioptilon. Es nativo de la región amazónica occidental, en América del Sur.

## Distribución y hábitat
Se distribuye en el sureste del Perú, (Madre de Dios y Balta, en el sur de Ucayali y el río Camisea, Cuzco, incluyendo el parque nacional Manu), y zonas adyacentes en Bolivia (Pando) y en el oeste de Brasil (ríos Tejo y alto Juruá, en Acre) y también en el extremo suroeste del estado de Amazonas.
Esta especie es considerada poco común y local en su hábitat natural: el estrato medio y el subdosel de selvas húmedas, generalmente pantanosas o estacionalmente inundables, entre altitudes de 200 y 350 m.

## Descripción
Mide en promedio 23 cm de longitud. La corona, face y garganta son negras, con face y garganta bordeadas de blanco; por arriba es gris oscuro, más oscuro en las alas y cola; por abajo de un gris mucho más pálido, de alguna forma flamulado en el pecho.

## Comportamiento

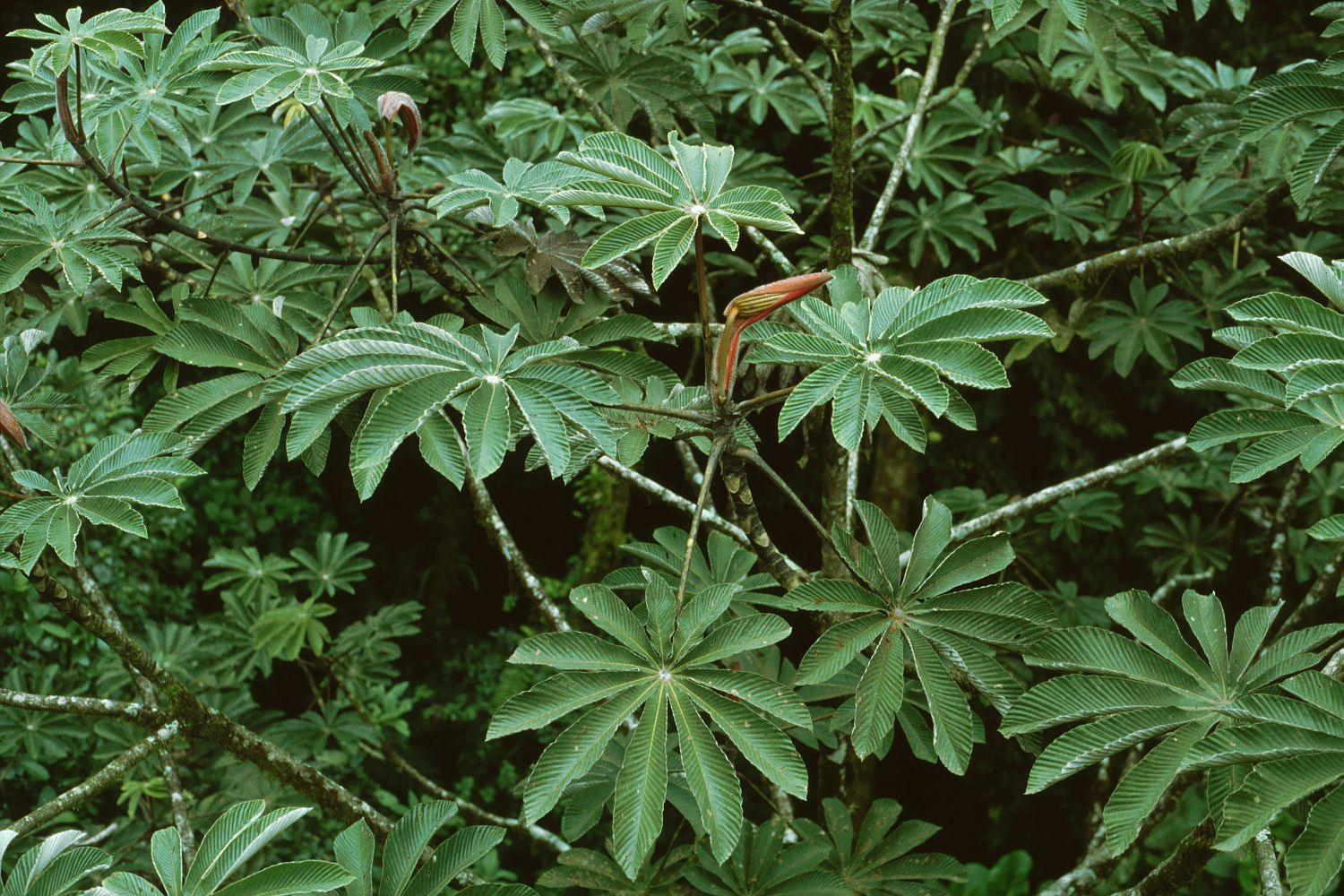
Cecropia sp, uno de los árboles preferidos de la especie.

Anda en pares, generalmente independiente de bandadas mixtas, aunque algunas veces con otras aves en árboles fructíferas. Raramente o nunca se encarama alto o en el abierto en el dosel de la selva. Su vuelo en picada y algunos otros aspectos de su comportamiento recuerdan al cotinga quérula (Querula purpurata).

### Alimentación
Su dieta consiste básicamente de frutos pero consume también unos pocos artrópodos.

### Reproducción
Entre agosto y septiembre construye un nido extremadamente pequeño, sobre plantas de Cecropia, o sobre grandes árboles emergentes como las del género Ceiba, a 35 m del suelo.

## Sistemática

### Descripción original
La especie C. mcilhennyi y el género Conioptilon fueron descritos por primera vez por los ornitólogos estadounidenses George Hines Lowery, Jr. y John Patton O'Neill, en 1966 bajo el mismo nombre científico; la localidad tipo es «Balta (en el punto donde los cursos de agua conocidos por los indios Cashinahua como Xumuya e Inuya desembocan en el río Curanja) 10°08'S, 71°13'W, Loreto, Perú, elevación aproximada 300 metros». El holotipo, un macho adulto recolectrado el 18 de marzo de 1965, se encuentra depositado en el Museo de Historia Natural de la Universidad Estatal de Luisiana bajo el número LSUMZ 42781.

### Etimología
El nombre genérico masculino «Conioptilon» se compone de las palabras del griego «konia» que significa ‘polvo fino’ y «ptilon» que significa ‘plumas interiores’; y el nombre de la especie «mcilhennyi», conmemora al empresario y conservacionista estadounidense John Stauffer McIlhenny (1909-1997).

### Taxonomía
Berv & Prum (2014) produjeron una extensa filogenia para la familia Cotingidae reflejando muchas de las divisiones anteriores e incluyendo nuevas relaciones entre los taxones, donde se propone el reconocimiento de cinco subfamilias. De acuerdo a esta clasificación, Conioptilon pertenece a una subfamilia Cotinginae Bonaparte, 1849, junto a Lipaugus, Procnias, Cotinga, Porphyrolaema, Gymnoderus, Xipholena y Carpodectes. El Comité de Clasificación de Sudamérica (SACC) aguarda propuestas para modificar la secuencia linear de los géneros y reconocer las subfamilias. El Comité Brasileño de Registros Ornitológicos (CBRO), en la Lista de las aves de Brasil - 2015 ya adopta esta clasificación.